# Jerry Green
Jerry L. Green (Pomona, California, 12 de febrero de 1980) es un exjugador de baloncesto estadounidense que desarrolló toda su carrera profesional en las ligas europeas, sobre todo en la Basketball Bundesliga. Con 1,91 metros de estatura, juega en la posición de escolta.

## Trayectoria deportiva

### Universidad
Jugó durante cuatro temporadas con los Anteaters de la Universidad de California en Irvine, en las que promedió 17,2 puntos, 4,1 rebotes y 3,6 asistencias por partido. Acabó su carrera universitaria como el máximo anotador histórico de los Anteaters, con 1.993 puntos conseguidos. En sus cuatro temporada fue galardonado por la Big West Conference: en 1999 fue elegido Novato del Año, al año siguiente incluido en el segundo mejor quinteto, y en los dos últimos, además de aparecer en el mejor quinteto, fue elegido Jugador del Año, liderando an ambas ocasiones la conferencia en anotación.

### Profesional
Tras no ser elegido en el Draft de la NBA de 2002, firmó su primer contrato profesional con el Mitteldeutscher BC Weißenfels alemán, de donde pasó al año siguiente al Czarni Słupsk de la liga polaca, donde jugó una temporada en la que promedió 15,3 puntos y 2,4 rebotes por partido, regresando un año más tarde al baloncesto alemán para jugar en el EnBW Ludwigsburg, donde permaneció tres temporadas, siendo elegido en la última de ellas, en 2007, MVP de la Basketball Bundesliga, tras promediar 15,9 puntos, 5,2 rebotes y 4,2 asistencias por partido.
Tras su paso por el BC Oostende de la liga belga, donde promedia 9,1 puntos por partido, en julio de 2008 se marcha a jugar al baloncesto italiano al fichar por la Solsonica Rieti, donde jugó una temporada en la que promedió 11,3 puntos y 2,7 rebotes por partido.
En junio de 2009 fichó por el Pallacanestro Cantù, donde en su única temporada en el equipo promedió 9,8 puntos y 2,7 rebotes por encuentro. Al término de la misma, regresó al EnBW Ludwigsburg alemán, donde acabó su carrera en 2012.